# Pequeño hexecontaedro hexagonal
En geometría, el pequeño hexecontaedro hexagonal es un poliedro no convexo isoedral. Es el dual del pequeño icosicosidodecaedro romo, un poliedro uniforme estrellado. Es parcialmente degenerado, dado que posee vértices coincidentes, ya que su dual tiene caras triangulares coplanares.

## Geometría
Tratándolo como un sólido simple no convexo (sin superficies que se intersequen), posee 180 caras (todas triángulos), 270 aristas y 92 vértices (doce de grado 10, veinte de grado 12 y sesenta de grado 3), lo que da una característica de Euler de 92 − 270 + 180 = +2.

## Caras
Las caras son hexágonos irregulares con dos aristas cortas y cuatro largas. Denotando el número áureo por {\displaystyle \phi } y poniendo {\displaystyle \xi ={\frac {1}{4}}-{\frac {1}{4}}{\sqrt {1+4\phi }}\approx -0.433\,380\,199\,59}, los hexágonos tienen cinco ángulos iguales de {\displaystyle \arccos(\xi )\approx 115.682\,268\,170\,75^{\circ }} y uno de {\displaystyle \arccos(\phi ^{-2}\xi -\phi ^{-1})\approx 141.588\,659\,146\,23^{\circ }}. Cada cara tiene cuatro aristas largas y dos cortas. La relación entre las longitudes de los bordes es
{\displaystyle 1/2+1/2\times {\sqrt {(1-\xi )/(\phi ^{3}-\xi )}}\approx 0.777\,024\,337\,46}.
Su ángulo diedro es igual a {\displaystyle \arccos(\xi /(1+\xi ))\approx 139.893\,813\,264\,51^{\circ }}.

## Construcción
Sin tener en cuenta las superficies que se intersecan a sí mismas, el pequeño hexecontaedro hexagonal se puede construir como un kleetopo de un pentaquisdodecaedro. Es por tanto un kleetopo de segundo orden del dodecaedro regular. En otras palabras, al agregar una pirámide pentagonal poco profunda a cada cara de un dodecaedro regular, se obtiene un pentaquis dodecaedro. Al agregar una pirámide triangular aún menos profunda a cada cara del pentaquis dodecaedro, se genera un pequeño hexecontaedro hexagonal.
Los 60 vértices de grado 3 corresponden al vértice apical de cada pirámide triangular del kleetopo, o a cada cara del pentaquis dodecaedro. Los 20 vértices de grado 12 y los 12 vértices de grado 10 corresponden a los vértices del pentaquis dodecaedro, y también respectivamente a los 20 hexágonos y 12 pentágonos del icosaedro truncado, el sólido dual del pentaquis dodecaedro.